# Ciudades del Perú
Las ciudades del Perú son varios conjuntos poblacionales surgido de la aglomeración de centros poblados urbanos que cuenta entre 5 001 y 500 000 habitantes. Las aglomeraciones en la mayoría de los casos corresponden a distritos urbanos que se encuentran aledaños y forman parte de una misma provincia. Sin embargo INEI basa su metodología en criterios propios para su delimitación.
De acuerdo al Censo 2007 que realizó el INEI, la población en el país ascendía a 24 320 764 habitantes con una densidad promedio de 21,95 hab/km². La población estimada para el año 2012 es de 26 035 000 habitantes con una densidad de 23,44 hab/km².  El Perú es predominantemente urbano (75.9%). El 47,5% de la población vive en alguna de las 15 ciudades más habitadas. Lima Metropolitana es la mayor concentración urbana con el 32 % de todos los habitantes.
El año 2017 fue esencial para definir la demografía de las ciudades peruanas gracias al censo realizado por el Instituto Nacional de Estadística e Informática, éste arrojó como resultado que el Perú ya contaba con 5 ciudades Metropolitanas fuera de Lima y Callao, entre ellas destacan Arequipa, Trujillo, Piura, Chiclayo y Huancayo; a éstas se les sumarían al año 2025 las ciudades de Iquitos y Cusco.

## Ciudades por departamento
De acuerdo a los datos oficiales del INEI a través del boletín "Perú: Estimaciones y Proyecciones de Población Total por Sexo de las Principales Ciudades, 2000-2015", las ciudades del Perú existentes en cada departamento son:
Negrita: Capital del departamento
Negrita y Cursiva: Capital del Perú
| Principales Ciudades por departamento | Principales Ciudades por departamento                                  |
| Departamento                          | Ciudad                                                                 |
| ------------------------------------- | ---------------------------------------------------------------------- |
| Amazonas                              | Bagua Grande Chachapoyas Bagua                                         |
| Áncash                                | Chimbote Huaraz Huarmey Casma Caraz                                    |
| Apurímac                              | Abancay Andahuaylas                                                    |
| Arequipa                              | Arequipa Camaná Mollendo Mejía Majes                                   |
| Ayacucho                              | Ayacucho Puquio Huanta Coracora Vilcashuamán Cangallo                  |
| Cajamarca                             | Cajamarca Jaén Cutervo Chota Celendín Cajabamba Bambamarca San Ignacio |
| Callao                                | Callao                                                                 |
| Cusco                                 | Cusco Sicuani Quillabamba                                              |
| Huancavelica                          | Huancavelica Pampas                                                    |
| Huánuco                               | Huánuco Tingo María                                                    |
| Ica                                   | Ica Chincha Alta Pisco Nazca Paracas                                   |
| Junín                                 | Huancayo Tarma Jauja La Oroya La Merced Satipo Pichanaqui              |
| La Libertad                           | Trujillo Huanchaco Huamachuco Virú Chepén Pacasmayo Guadalupe          |
| Lambayeque                            | Chiclayo Lambayeque Ferreñafe Monsefú Chongoyape                       |
| Lima                                  | Lima Huacho Huaral Cañete Barranca Chancay Paramonga Yauyos Huangáscar |
| Loreto                                | Iquitos Yurimaguas Nauta                                               |
| Madre de Dios                         | Puerto Maldonado                                                       |
| Moquegua                              | Moquegua Ilo                                                           |
| Pasco                                 | Cerro de Pasco Oxapampa                                                |
| Piura                                 | Piura Sullana Paita Talara Catacaos Chulucanas Sechura                 |
| Puno                                  | Juliaca Puno Ilave Ayaviri Azángaro                                    |
| San Martín                            | Tarapoto Moyobamba Juanjuí Rioja Nueva Cajamarca                       |
| Tacna                                 | Tacna                                                                  |
| Tumbes                                | Tumbes Zarumilla                                                       |
| Ucayali                               | Pucallpa                                                               |
| Fuente: INEI                          |                                                                        |

## Principales ciudades

### Lima

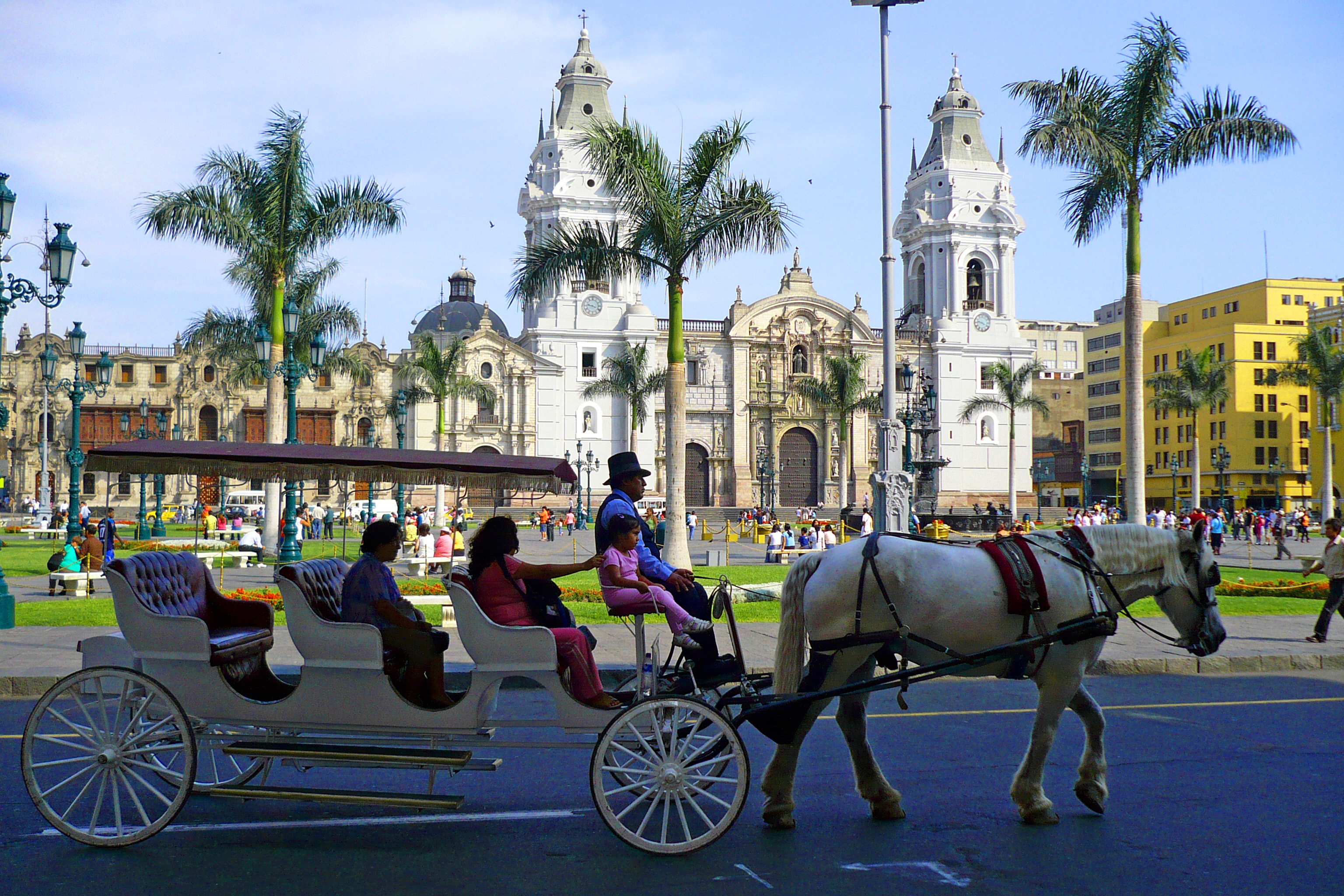
Lima es la ciudad más poblada del Perú; desempeña el rol de capital de la república y es considerada el centro político, cultural y financiero del país.

Es la ciudad capital de la República del Perú.  
En 2025, Lima cuenta con una población de 10 353 700 habitantes, cifra que la convierten en la ciudad más poblada del país. El área metropolitana, une a las ciudades de Lima y Callao (la tercera ciudad más poblada del país), superando en conjunto los 11 millones de habitantes según proyecciones del INEI.
En la actualidad, se la considera el centro político, cultural, financiero y comercial del país. A nivel internacional, la ciudad ocupa el cuarto lugar dentro de las ciudades más pobladas de América Latina y el Caribe y es una de las treinta aglomeraciones urbanas más pobladas del mundo. Por su importancia geoestratégica, ha sido definida como una ciudad mundial de «clase beta».
Lima es uno de los centros financieros más importantes de Latinoamérica. Los principales rubros económicos que presentan una alta actividad son la industria manufacturera, el comercio, los servicios y el turismo. Lima es responsable de más de dos tercios de la producción industrial del Perú y la mayor parte de su sector terciario.

### Arequipa

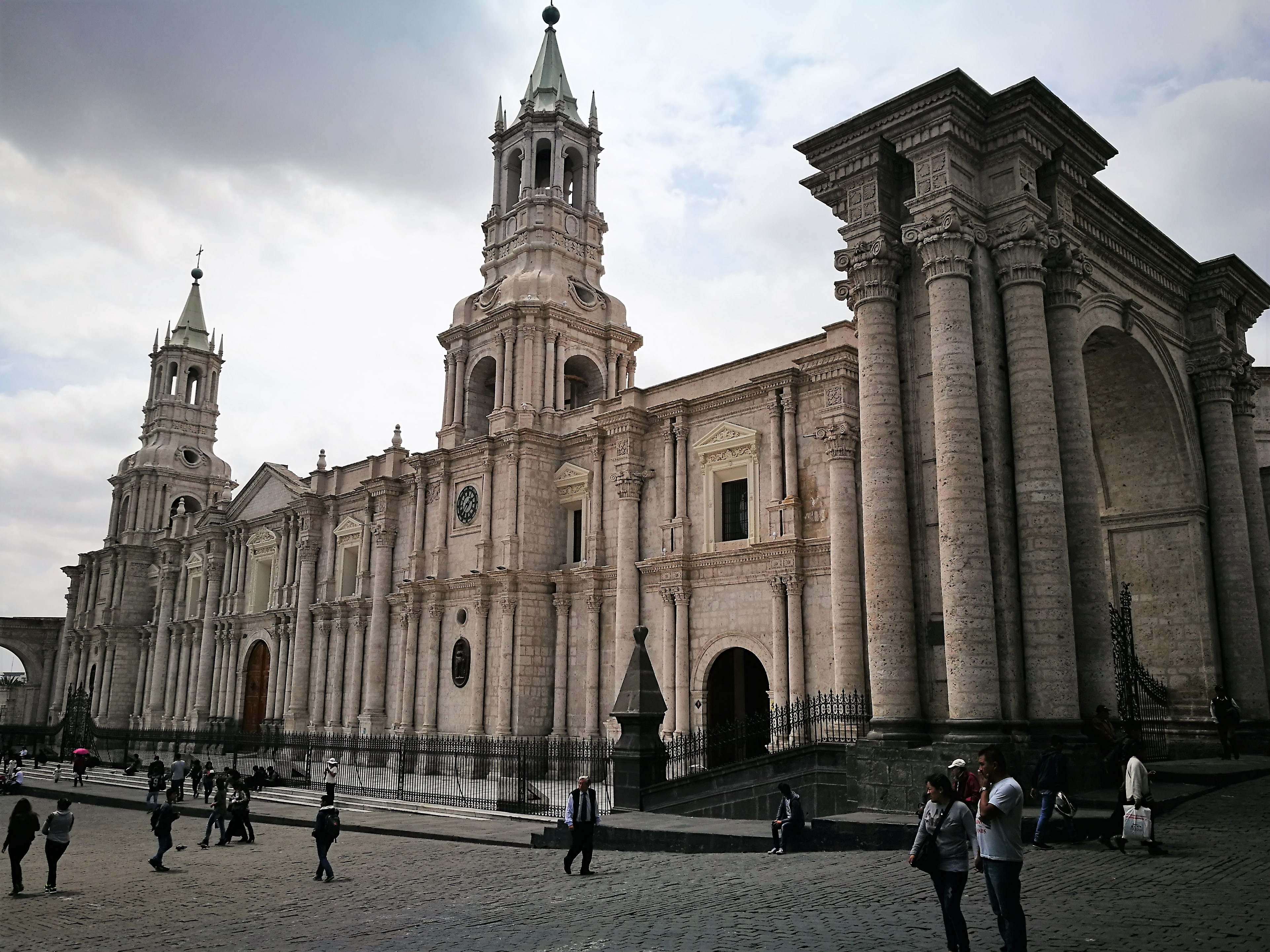
Arequipa es la segunda ciudad más poblada e industrializada del país, asimismo es la sede del Tribunal Constitucional

Es la capital y mayor ciudad de la provincia de Arequipa, constituye la segunda ciudad del Perú por población, alcanzando 1 195 700 habitantes al año 2025. 
Arequipa es la sede del Tribunal Constitucional y constituye un importante centro industrial y comercial del Perú y gracias a su notable actividad industrial es catalogada como la segunda ciudad más industrializada del país; dentro de su actividad industrial destacan los productos manufacturados y la producción textil de lana de camélidos con calidad de exportación; por lo que la ciudad mantiene estrechos vínculos comerciales con Chile, Bolivia y Brasil; vínculos con las ciudades conectadas por medio del Ferrocarril del Sur, así como con el puerto de Matarani y la ciudad de Mollendo.
En el periodo virreinal adquirió importancia por su sobresaliente papel económico, y se caracterizó por el fidelismo hacia la Corona Española, recibiendo títulos como «Muy Noble y Muy Leal» y el de «Fidelísima» por parte de la corona.
En la historia republicana del Perú la ciudad adquiere mayor protagonismo en la escena política nacional, siendo foco de rebeliones populares, cívicas y democráticas, y ha sido también cuna de muchas sobresalientes figuras intelectuales, políticas y religiosas del país. En la época republicana se le otorga el título de «Heroica ciudad de los libres de Arequipa».

### Trujillo

Trujillo es el mayor centro urbano e industrial del norte del Perú

Es la capital de la provincia homónima; se ubica como la tercera ciudad del Perú por población, y alberga en 2025 a 1 063 700 habitantes. 
Trujillo es el mayor centro urbano e industrial del norte del país; sus servicios urbanos y, sobre todo, el poder de la industria azucarera, construyó una región vinculada más por la administración que por la economía y los intercambios. La economía trujillana desde el Virreinato está vinculada a la articulación con su valle cercano, que se caracteriza por ser rico, amplio y bien regado: el valle de Chicama. Además de la importancia de la ciudad, está la importancia del poder en la región; es un sector económico: la agroindustria azucarera, relativamente concentrada en una zona. En otro rico valle, más al norte, Jequetepeque, se consumen servicios culturales y algunos servicios económicos de la ciudad.
En el período 2003-2008, fue la segunda «ciudad con mayor crecimiento económico en Latinoamérica» según el reporte del año 2009 de «América Economía»; presentó una variación porcentual del PBI per cápita del 63,2 %. Asimismo, en el período 2007-2008, la variación porcentual del PBI fue del 8,65 %, una de las más altas de Latinoamérica.

### Chiclayo
Chiclayo, es la capital y mayor ciudad del departamento de Lambayeque; constituye la cuarta ciudad del Perú por población, y alcanza en 2025 los 618 600 habitantes.
Chiclayo es una ciudad que constituye un importante centro comercial del norte del Perú, con una gran dinámica comercial, agropecuaria, industrial y tributaria; dentro de su actividad industrial, se destacan decenas de molinos o piladoras de arroz, industria ligera, alimenticia y manufacturera en una amplia variedad de sectores. La ciudad mantiene estrechos vínculos comerciales con Lima, el norte, el oriente y el centro peruanos, así como con Ecuador, Colombia y Panamá; es, además, reconocida por su ubicación geográfica, que la convierte en un lugar estratégico para las comunicaciones terrestres y aéreas del norte peruano, con las ciudades conectadas por medio de carreteras asfaltadas.
En el período virreinal, fue creciendo a la sombra de un convento franciscano establecido en el siglo XVII. Si la ciudad de Lambayeque creció ante la destrucción de Zaña a fines de esa centuria, Chiclayo se benefició con un evento similar que arrasó con la ciudad cercana de Lambayeque, pues una parte de su población se trasladó a la localidad de Chiclayo.
Chiclayo es, en esencia, una ciudad republicana, pues carece de fundación española. En la historia republicana del Perú, la ciudad adquiere mayor protagonismo en la escena política nacional tras apoyar la revolución del coronel José Balta en 1864-1865.

## Demografía

### SiglosXVIIIyXIX
En tiempos virreinales, y tomando en consideración los datos del censo de 1812, la ciudad más habitada era Lima, con 24 000 habitantes, seguida por Arequipa, con 18 000 habitantes y Cuzco con 12 000. 
| Año            | 1791      | 1812      | 1827      | 1836      | 1850      | 1862      | 1876      | Población española (1812) |
| Total nacional | 1 239 197 | 1 509 551 | 1 516 693 | 1 373 736 | 2 001 203 | 2 487 916 | 2 699 106 | 178 025                   |
| -------------- | --------- | --------- | --------- | --------- | --------- | --------- | --------- | ------------------------- |

### SiglosXXyXXI
La ciudad de Lima en 1940 era la única ciudad considerada grande —de 500 000 a menos de un millón de habitantes—, y es la única que mantiene dicha condición. Para el mismo período, en el rango de ciudad intermedia —de 50 000 a 100 000—, de contar solo con la ciudad de Arequipa en este rango pasa a agrupar 13 ciudades. Sin embargo, el rango de las ciudades grandes, de la que provenía la ciudad de Lima, queda sin componentes durante aproximadamente tres décadas, ya que recién en 1993 el censo registra que las ciudades de Arequipa y Trujillo dejan de ser ciudades intermedias mayores para ingresar a este rango de ciudades, agregándose finalmente para el año 2007 la ciudad de Chiclayo.
En 2007, las capitales de los 24 departamentos, más las ciudades de Callao, Chimbote, Sullana, Juliaca, Paita, Talara, Chincha Alta y Tarapoto, constituyen las principales ciudades del país y concentran el 53,7% de la población del país, con un total de 12 millones 721 mil 493 habitantes, de los cuales 6 millones 172 mil 935 personas corresponden a la ciudad de Lima y 6 millones 548 mil 558 personas al resto de las ciudades más importantes. Las 30 ciudades, en conjunto, entre 1993 y 2007, mostraron un crecimiento de 3 millones 624 mil 375 personas, de este valor, 2 millones 151 mil 762 personas pertenece a la ciudad de Lima (Lima Metropolitana) y 1 millón 472 mil 613 personas al resto de las ciudades más importantes.

#### Evolución demográfica
Con datos a partir del censo de 1940, solo la ciudad de Lima superaba los 100 000 habitantes; por debajo de esta cifra, se encuentra la ciudad de Arequipa, que constituye la segunda ciudad entre las más pobladas del país, con un total de 80 947 habitantes, seguida por la ciudad de Cusco, con 40 657 habitantes. A partir de 1960, en el interior del país, Arequipa y Trujillo sobrepasan la cota de los 100 000 habitantes. Para 1993, existían ya 12 ciudades con más de 100 000 habitantes, y para el año 2011 existen 21 ciudades que sobrepasan los 100 000.
Las capitales de departamento poseen altas tasas de crecimiento demográfico para el período comprendido entre 1981 y 1993, pero con un ligero decremento respecto a períodos anteriores, mucho más evidente en ciudades como Lima Metropolitana, Arequipa, Trujillo, Chiclayo, Piura, Iquitos, Sullana, Ica y Cusco.
El año 2017 fue fundamentalmente esencial para determinar cuanto era la cifra porcentual exacta demográficamente, de las ciudades más importantes del Perú gracias al Instituto Nacional de Estadística e Informática.

## Ciudades por número de habitantes
|    | Población en las ciudades peruanas (1940-2025) | Población en las ciudades peruanas (1940-2025) | Población en las ciudades peruanas (1940-2025) | Población en las ciudades peruanas (1940-2025) | Población en las ciudades peruanas (1940-2025) | Población en las ciudades peruanas (1940-2025) | Población en las ciudades peruanas (1940-2025) | Población en las ciudades peruanas (1940-2025) |
|    | Ciudades                                       | Censo 1940                                     | Censo 1961                                     | Censo 1972                                     | Censo 1993                                     | Censo 2007                                     | Censo 2017                                     | Población proyectada 2025                      |
| -- | ---------------------------------------------- | ---------------------------------------------- | ---------------------------------------------- | ---------------------------------------------- | ---------------------------------------------- | ---------------------------------------------- | ---------------------------------------------- | ---------------------------------------------- |
| 1  | Lima                                           | 562 900                                        | 2 981 300                                      | 4 164 600                                      | 5 706 100                                      | 7 605 700                                      | 8 574 974                                      | 10 353 000                                     |
| 2  | Callao                                         | 213 500                                        | 321 200                                        | 443 400                                        | 639 700                                        | 876 900                                        | 994 494                                        | 1 226 200                                      |
| 3  | Arequipa                                       | 163 700                                        | 306 100                                        | 442 900                                        | 629 100                                        | 806 500                                        | 1 008 290                                      | 1 195 700                                      |
| 4  | Trujillo                                       | 102 300                                        | 240 300                                        | 364 400                                        | 537 500                                        | 766 100                                        | 919 900                                        | 1 063 700                                      |
| 5  | Chiclayo                                       |                                                | 177 300                                        | 263 200                                        | 393 400                                        | 527 200                                        | 552 500                                        | 618 600                                        |
| 6  | Piura                                          |                                                | 126 000                                        | 202 100                                        | 272 200                                        | 377 900                                        | 473 000                                        | 598 200                                        |
| 7  | Huancayo                                       |                                                | 126 800                                        | 171 800                                        | 279 800                                        | 385 400                                        | 465 800                                        | 571 000                                        |
| 8  | Cuzco                                          |                                                | 121 500                                        | 177 600                                        | 255 600                                        | 348 900                                        | 428 450                                        | 497 200                                        |
| 9  | Iquitos                                        |                                                | 110 200                                        | 169 100                                        | 274 800                                        | 367 200                                        | 377 609                                        | 461 500                                        |
| 10 | Pucallpa                                       |                                                |                                                |                                                | 172 300                                        | 272 600                                        | 327 600                                        | 437 600                                        |
| 11 | Chimbote                                       |                                                | 174 200                                        | 231 600                                        | 291 400                                        | 320 200                                        | 354 300                                        | 413 800                                        |
| 12 | Ica                                            |                                                |                                                | 112 500                                        | 161 500                                        | 238 100                                        | 289 900                                        | 369 500                                        |
| 13 | Juliaca                                        |                                                |                                                |                                                | 142 600                                        | 216 700                                        | 276 100                                        | 347 800                                        |
| 14 | Tacna                                          |                                                |                                                |                                                | 174 300                                        | 242 500                                        | 286 240                                        | 332 400                                        |
| 15 | Ayacucho                                       |                                                |                                                |                                                | 105 900                                        | 151 000                                        | 216 444                                        | 266 800                                        |
| 16 | Cajamarca                                      |                                                |                                                |                                                |                                                | 161 200                                        | 201 329                                        | 259 400                                        |
| 17 | Huánuco                                        |                                                |                                                |                                                | 118 800                                        | 146 800                                        | 196 627                                        | 246 300                                        |
| 18 | Chincha Alta                                   |                                                |                                                |                                                | 112 200                                        | 153 600                                        | 181 500                                        | 226 200                                        |
| 19 | Sullana                                        |                                                |                                                | 117 000                                        | 149 100                                        | 170 300                                        | 184 900                                        | 210 500                                        |
| 20 | Huacho                                         |                                                |                                                |                                                | 104 300                                        | 133 600                                        | 156 800                                        | 195 600                                        |
| 21 | Tarapoto                                       |                                                |                                                |                                                |                                                | 116 600                                        | 144 800                                        | 182 300                                        |
| 22 | Puno                                           |                                                |                                                |                                                |                                                | 119 100                                        | 128 637                                        | 141 200                                        |
| 23 | Huaraz                                         |                                                |                                                |                                                |                                                |                                                |                                                | 147 200                                        |
| 24 | Puerto Maldonado                               |                                                |                                                |                                                |                                                |                                                |                                                | 130 100                                        |
| 25 | Tumbes                                         |                                                |                                                |                                                |                                                |                                                |                                                | 110 100                                        |
| 26 | Talara                                         |                                                |                                                |                                                |                                                |                                                |                                                | 104 700                                        |